# Prosopocera pseudosaperdoides
Prosopocera pseudosaperdoides är en skalbaggsart som beskrevs av Stefan von Breuning 1981. Prosopocera pseudosaperdoides ingår i släktet Prosopocera och familjen långhorningar. Inga underarter finns listade i Catalogue of Life.